# مزار گلستانه

مزار گلستانه (زاده ۱۳۲۶ در زابل، درگذشته ۴ مهر ۱۳۹۲) ایرانشناس و فعال عرصه فرهنگ عامه سیستان بود. 
از وی تألیفات سیستان شناختی مهمی بر جای مانده‌است که از مهم‌ترین آن‌ها می‌توان به مجموعه پنج جلدی فرهنگ عامه سیستان (با عناوین امثال و حکم مردم سیستان، ادبیات و شعر عامیانه مردم سیستان، همسر گزینی در سیستان امروز با گذری بر شاهنامه، سور و سوگ در سیستان، بخشی از ضرب المثلهای موزون سیستانی) و همچنین مجموعه دو جلدی سیستان در گذر تاریخ اشاره داشت.  